# Беркли, Джон (поэт)
Джон Бе́ркли (иногда Баркли, в русском языке исторически использовался латинский вариант Барклай) — шотландский поэт и полемист, сатирик. Наиболее известен как автор романа «Аргенида», написанного на латинском языке.

## Биография
Родился во Франции у отца-шотландца Уильяма Барклая и матери-француженки. Там же он начал учиться в иезуитском колледже  в Понт-а-Муссоне и написал первое своё произведение — комментарий к «Фиваиде» Стация. Иезуиты попытались привлечь молодого человека в орден, однако его отец не дал на это своего согласия и в 1603 году увёз сына в Англию.
Беркли, живя во Франции, сохранил своё шотландское гражданство. Это способствовало симпатии к нему со стороны короля Англии Якова I. В начале 1604 Джон подарил ему свою написанную на латыни поэму «Kalendae Januariae», а затем посвятил ему первую часть работы Euphormionis Satyricon (Euphormionis Lusinini Satyricon), направленной против иезуитов. 
В 1605, когда в Париже появилось второе издание его книги, он приехал во Францию, чтобы провести некоторое время в Анже. Там он женился на француженке Луизе Дебонер). 
Беркли с женой вернулись в Лондон в 1606 году. Здесь он опубликовал своё новое сочинение Sylvae, являвшееся собранием поэм на латыни. В 1607 в Париже появилась вторая часть «Сатирикона». 
В 1605 году он напечатал антипапистский трактат своего отца De Potestate Papae, тем самым продолжив полемику своего отца с инквизитором Роберто Беллармином. В 1611 он выпустил собственную работу "Защита царей и отца" (Pietas sive publice pro regibus ac principibus et private pro patre vindiciae*), в которой он формулирует собственную позицию, сводящуюся к тому, что цель духовных и светских властей принципиально различна, а потому эти власти не должны смешиваться. Из-за этих публикаций он приобрёл недоброжелателей в католическом лагере. Кроме Беллармина, иезуит Андреас Эвдаймон-Джоаннис обвинил его в ереси. 
Из-за этих конфликтов и обвинений в 1616 Джон перебрался в Рим, где жил до самой смерти 15 августа 1621. Там он написал ряд прокатолических произведений, вызвавших одобрение Святого Престола. В частности, он подружился с кардиналом Барберини (который в дальнейшем стал папой Урбаном VIII. Джон стал получать пенсию размером около 150 фунтов от Папы Римского).
В Риме он жил в уединении, занимался разведением тюльпанов и работал над романом «Аргенида». Он закончил её примерно за две недели до смерти, которая  наступила 12 августа 1621 года. Официальной причиной его смерти была объявлена лихорадка, но ходили слухи, что он был отравлен.
Жена пережила поэта и скончалась только в 1652. А один из его сыновей стал французским епископом и дожил до 1673 года.

## Работы
В 1609 Беркли редактировал полемическую работу своего недавно умершего отца De Potestate Papae, направленную против папизма, а в 1611 выпустил сочинение Apologia, отвечая на нападки иезуитов. Следующий его текст, Icon Animorum, появился в 1614 году. В нём описываются нравы европейских наций того времени.
В 1617 году из-под его пера и печатного пресса вышла работа Paraeneis ad Sectarios, отличавшаяся уже более примирительным отношением к Церкви и антипротестантскими позициями. Она выдержала несколько изданий.
Наиболее известна из работ автора «Аргенида», написанная на отличной латыни и благодаря актуальности затрагиваемых проблем выдержавшая множество изданий до конца XVIII века, переведённая на все основные языки континента, включая польский и русский.